# Cabrio of the Year
Cabrio of the Year ist eine seit 1994 bis mindestens 2007 auf dem jährlichen Genfer Auto-Salon vergebene Auszeichnung. Die international besetzte Fachjury bestand aus 21 Motorjournalisten und Experten aus zwölf Ländern (2002: 18-köpfig aus elf Ländern).
Der Preis steht nicht mit dem ähnlich klingenden Car of the Year (European Car of the Year) in Verbindung.

## Ausgezeichnete Fahrzeugmodelle
- 1994: Peugeot 306[1]
- 1995: Fiat Barchetta[4]
- 1996: BMW Z3 Roadster[5]
- 1997: Mercedes-Benz SLK[5]
- 1998: Chevrolet Camaro Convertible[5]
- 1999: Honda S2000 Roadster[5][6]
- 2000: Opel Speedster[2]
- 2001: Peugeot 206 CC[5]
- 2002: MG TF[3]
- 2003: Citroën C3 Pluriel[7]
- 2004: Opel Tigra TwinTop[2]
- 2005: Nissan 350 Z Roadster[8]
- 2006: Alfa Romeo Spider[4]
- 2007: Opel GT (Roadster)[1][2]
- 2008: nicht mehr vergeben[9]